# G.NA
Gina Jane Choi (Edmonton, Alberta, 13 de septiembre de 1987), más conocida por su nombre artístico G.NA, es una cantante, actriz y modelo surcoreana-canadiense retirada que trabajaba en Corea del Sur bajo el sello Cube Entertainment. Debutó con su primer EP, Draw G's First Breath, el 14 de julio de 2010.

## Biografía
Gina Jane Choi nació el 13 de septiembre de 1987 en Edmonton, Alberta, Canadá. Ella se graduó de Fraser Heights Secondary School en Surrey, Columbia Británica. G.NA originalmente debutaría como líder en un grupo femenino Five Girls junto a Yubin de Wonder Girls, Uee de After School, Jiwon de SPICA y Hyosung de Secret bajo Good Entertainment, apareciendo en el reality del grupo llamado “Diary of Five Girls”. Sin embargo, el grupo se disolvió poco antes de su debut programado en 2007 debido a problemas financieros de Good Entertainment y todos los miembros de la agencia se separaron para ir a distintas discográficas; Choi se unió a Cube Entertainment.
Choi hizo un dueto con Rain «Aeini Saenggimyeon Hago Sipeun Il» («Things I Want to Do When I Have a Lover», 애인이 생기면 하고 싶은), el 5 de julio de 2010. Su EP debut Draw G's First Breath lo lanzó en ese mismo año. En febrero de 2011, su canción «Black & White» fue un éxito, y ella cantó en el álbum de Hyuna Bubble Pop! en la canción «A Bitter Day».
Su tercer EP Bloom, fue lanzado el 22 de mayo de 2012 con el sencillo «2HOT». En octubre publicó Oui, que incluye versiones en inglés de sus anteriores canciones.  Ella lanzó Beautiful Kisses en marzo de 2013.
G.NA colaboró con Aaron Yan con la canción «Half (1/2)», para el drama Fall in Love with Me y un espectáculo de variedades Real Man.
En 2015, debutó en la subunidad Chamsonyeo, un grupo de un programa de televisión Hitmaker producido por Defconn y Hyundon.
En marzo de 2016 se reportó que la cantante deja la agencia Cube Entertainment después de que su contrato terminará. Ambas partes decidieron continuar por caminos separados, terminando en buenos términos de acuerdo a Cube.
En mayo de 2016, fue acusada por presuntamente haber sido pagada por tener relaciones sexuales con un empresario estadounidense, que supuestamente pagó 40 millones de won (35.300 dólares), ella negó las acusaciones y dijo que creía que la manera de su reunión era romántica, diciéndole a los medios locales que había sido engañada por un hombre que resultó ser un agente de prostitución de alto nivel. La Corte de Seúl le ordenó pagar una multa de 2 millones de won.
El 13 de septiembre de 2017 la cantante subió una imagen a su Instagram por primera vez desde que dejó Cube Entertainment agradeciendo "a todos los que me han apoyado hasta este día. Gracias por tener fe en mí… Por creer en mí… Por no dejarme… Incluso en los obstáculos, en los dolores y en los rumores falsos” y reveló que su nuevo comienzo será pronto; esto produjo fuertes acusaciones y controversias en lo que a pesar de lo que aparentemente significó una sincera gratitud, muchos fans coreanos expresaron su desaprobación, alegando que los "rumores" que mencionó se refieren al escándalo de la prostitución el año pasado que resultó en su hiato y tratando de convertir lo hechos en rumores a pesar de que ella fue sentenciada por un tribunal y multada.

## Discografía

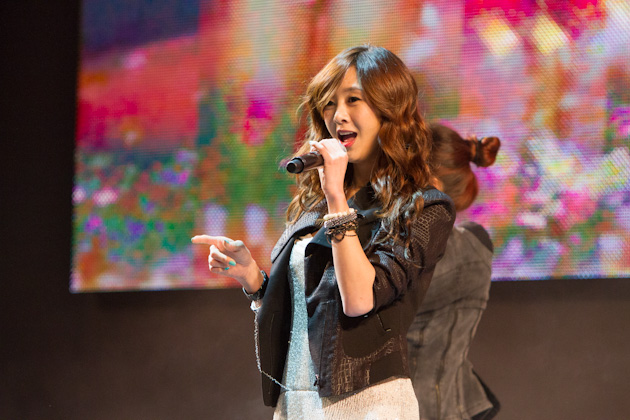
G.NA en LG Cinema 3D World Festival, 31 de marzo de 2012

### Álbumes de estudio
| Título        | Detalles del álbum                                                                                     | Posiciones en listas | Ventas         |
| Título        | Detalles del álbum                                                                                     | COR                  | Ventas         |
| Coreano       | Coreano                                                                                                | Coreano              | Coreano        |
| ------------- | --- | -------------------- | -------------- |
| Black & White | - Lanzamiento: 18 de enero de 2011 - Discográfica: Cube Entertainment - Formatos: CD, descarga digital | 11                   | - COR: 11,075+ |

### EP
| Título                                                                           | Detalles del álbum                                                                                      | Posiciones en listas | Ventas        |
| Título                                                                           | Detalles del álbum                                                                                      | COR                  | Ventas        |
| Coreano                                                                          | Coreano                                                                                                 | Coreano              | Coreano       |
| -------------------------------------------------------------------------------- | --- | -------------------- | ------------- |
| Draw G's First Breath                                                            | - Lanzamiento: 14 de julio de 2010 - Discográfica: Cube Entertainment - Formatos: CD, descarga digital  | 10                   | —             |
| Top Girl                                                                         | - Lanzamiento: 23 de agosto de 2011 - Discográfica: Cube Entertainment - Formatos: CD, descarga digital | 6                    | - COR: 7,926+ |
| Bloom                                                                            | - Lanzamiento: 22 de mayo de 2012 - Discográfica: Cube Entertainment - Formatos: CD, descarga digital   | 10                   | - COR: 5,024+ |
| Beautiful Kisses                                                                 | - Lanzamiento: 14 de marzo de 2013 - Discográfica: Cube Entertainment - Formatos: CD, descarga digital  | 7                    | - COR: 3,465+ |
| Inglés                                                                           | |                      |               |
| Oui                                                                              | - Lanzamiento: 21 de septiembre de 2012 - Discográfica: Cube Entertainment - Formato: Descarga digital  | —                    | —             |
| "—" indica que el EP no fue posicionado en la lista o no se lanzó en esa región. | |                      |               |

### Sencillos
| Título                                                                              | Año  | Posiciones en listas | Posiciones en listas | Certificaciones | Álbum                    |
| Título                                                                              | Año  | COR                  | COR Hot 100          | Certificaciones | Álbum                    |
| ----------------------------------------------------------------------------------- | ---- | -------------------- | -------------------- | --------------- | ------------------------ |
| «애인이 생기면 하고 싶은 일» Things I'd Like To Do With My Lover (feat. Rain)       | 2010 | 13                   | —                    | —               | Draw G's First Breath    |
| «꺼져 줄게 잘 살아» I'll Back Off So You Can Live Better (feat. Jun Hyung)          | 2010 | 2                    | —                    | —               | Draw G's First Breath    |
| «Supa Solo» (feat. Swings)                                                          | 2010 | 8                    | —                    | —               | Draw G's First Breath    |
| «Black & White»                                                                     | 2011 | 1                    | —                    | COR: 2,284,116+ | Black & White            |
| «Top Girl»                                                                          | 2011 | 4                    | —                    | COR: 1,906,619  | Top Girl                 |
| «Banana» (feat. Swings & JC Jieun)                                                  | 2011 | 30                   | —                    | —               | Top Girl                 |
| «2Hot»                                                                              | 2012 | 2                    | 2                    | COR: 1,626,839+ | Bloom                    |
| «Oops!» (feat. Ilhoon de BTOB)                                                      | 2013 | 13                   | 12                   | COR: 443,290+   | Beautiful Kisses         |
| «Pretty Lingerie»                                                                   | 2014 | 11                   | 19                   | COR: 348,147+   | G.NA's Secret (sencillo) |
| «Magic Words» (en el grupo Chamsonyeo)                                              | 2015 |                      |                      | —               | Magic Words (sencillo)   |
| "—" indica que el sencillo no se posicionó en la lista o no se lanzó en esa región. |      |                      |                      |                 |                          |

### Otras canciones
| Título                                                                                | Año  | Posiciones en listas | Posiciones en listas | Álbum                 |
| Título                                                                                | Año  | KOR                  | KOR Hot 100          | Álbum                 |
| ------------------------------------------------------------------------------------- | ---- | -------------------- | -------------------- | --------------------- |
| «There's A Rumor»                                                                     | 2010 | 183                  | —                    | Draw G's First Breath |
| «Don't Be Mad Anymore» (feat. Junbum, Hyungyu, & Hyunsuk)                             | 2011 | 185                  | —                    | Black & White         |
| «Nice To Meet You» (feat. Wheesung)                                                   | 2011 | 29                   | —                    | Black & White         |
| «I Miss You Already»                                                                  | 2011 | 123                  | —                    | Black & White         |
| «At First Sight, At a Glance» (feat. Verbal Jint)                                     | 2011 | 198                  | —                    | Black & White         |
| «I Hate You»                                                                          | 2011 | 96                   | —                    | Top Girl              |
| «Without You»                                                                         | 2011 | 117                  | —                    | Top Girl              |
| «Icon»                                                                                | 2011 | 150                  | —                    | Top Girl              |
| «Green Light» (feat. Jay Park)                                                        | 2012 | 58                   | 83                   | Bloom                 |
| «Summer Star»                                                                         | 2012 | 124                  | —                    | Bloom                 |
| «Oppa, Dongsaeng» (feat. Sangchu de Mighty Mouth)                                     | 2012 | 79                   | 85                   | Bloom                 |
| «Drop It (Cut It Off)»                                                                | 2012 | 142                  | —                    | Bloom                 |
| «Mind-Sync» (feat. Huh Gak)                                                           | 2013 | 65                   | 42                   | Beautiful Kisses      |
| «Oh, Good!»                                                                           | 2013 | 160                  | —                    | Beautiful Kisses      |
| «Hate It, Can't Stand It»                                                             | 2013 | 177                  | —                    | Beautiful Kisses      |
| "—" indica que la canción no se posicionó en la lista o no fue lanzado en esa región. |      |                      |                      |                       |

### Bandas sonoras
| Título                                                                                  | Año  | Posiciones en listas | Álbum                           |
| Título                                                                                  | Año  | COR                  | Álbum                           |
| --------------------------------------------------------------------------------------- | ---- | -------------------- | ------------------------------- |
| «Kiss Me» (키스해줄래)                                                                  | 2010 | 24                   | Playful Kiss OST                |
| «Tell Me Now»                                                                           | 2012 | 20                   | The Thousandth Man OST          |
| «Because You Are The One»                                                               | 2012 | —                    | The Greatest Love OST           |
| «Love & Slow»                                                                           | 2013 | 43                   | Mate OST                        |
| «Half» (con Aaron Yan)                                                                  | 2014 | —                    | Fall in Love with Me OST        |
| «Don't Cry»                                                                             | 2015 | —                    | Scholar Who Walks The Night OST |
| "—" indica que la banda sonora no se posicionó en la lista o no se lanzó en esa región. |      |                      |                                 |

## Filmografía

### Dramas
| Año  | Título                              | Papel               |
| ---- | ----------------------------------- | ------------------- |
| 2012 | SBS Salamander Guru and The Shadows | Krystal (cameo)     |
| 2012 | tvN Reply 1997                      | Choi Jin Ah (cameo) |
| 2011 | SBS Welcome to the Show             | Ella misma (cameo)  |
| 2015 | MBC A Week of Romance               | Ella misma          |

### Programas de televisión
| Año        | Título          | Cadena | Notas                  |
| ---------- | --------------- | ------ | ---------------------- |
| 2011, 2014 | Hello Counselor | KBS2   | Ep. 29, 173 - invitada |

## Premios
| Año  | Premios |
| ---- | --- |
| 2010 | - Cyworld Digital Music Awards : Rookie Of The Month (agosto) - 18th Korean Culture Entertainment Awards : New Generation Popular Music Teen Singer Award                                                                     |
| 2011 | - Gaon Chart K-Pop Awards : Best Rookie Award - 5th Mnet 20's Choice Awards : Hot Online Song "Black & White" - 8th Asia Song Festival: Asia Influential Artists - 26th Golden Disk Awards: Digital Bonsang ("Black & White") |

### Mnet Asian Music Awards
| Año  | Categoría                            | Trabajo nominado                                                             | Resultados |
| ---- | ------------------------------------ | ---------------------------------------------------------------------------- | ---------- |
| 2010 | Best New Female Artist               | «꺼져 줄게 잘 살아» «I'll Back Off So You Can Live Better (feat. Jun Hyung)» | Nominada   |
| 2011 | Best Female                          | «Black & White»                                                              | Nominada   |
| 2011 | Best Dance Performance               | «Black & White»                                                              | Nominada   |
| 2012 | Best Female Artist - Solo            | «2HOT»                                                                       | Nominada   |
| 2012 | Best Dance Performance               | «2HOT»                                                                       | Nominada   |
| 2013 | Best Dance Performance - Female Solo | «Oops!»                                                                      | Nominada   |

### Music Bank
| Año  | Fecha         | Trabajo nominado |
| ---- | ------------- | ---------------- |
| 2011 | 25 de febrero | Black & White    |
| 2012 | 8 de junio    | 2Hot             |
| 2013 | 29 de marzo   | Oops!            |

### Inkigayo
| Año  | Fecha         | Trabajo nominado |
| ---- | ------------- | ---------------- |
| 2011 | 27 de febrero | Black & White    |

### M! Countdown
| Año  | Fecha         | Trabajo nominado                     |
| ---- | ------------- | ------------------------------------ |
| 2010 | 12 de agosto  | I’ll Back Off So You Can Live Better |
| 2011 | 17 de febrero | Black & White                        |
| 2011 | 24 de febrero | Black & White                        |